# Slatina (district de Levice)
Pour les articles homonymes, voir Slatina.
Slatina (hongrois : Szalatnya) est un village de Slovaquie situé dans la région de Nitra.

## Histoire
Première mention écrite du village en 1237.
La localité fut annexée par la Hongrie après le premier arbitrage de Vienne le 2 novembre 1938. En 1938, on comptait 537 habitants dont 6 d'origine juive. Elle faisait partie du district de Šahy (hongrois : Ipolysági járás). Le nom de la localité avant la Seconde Guerre mondiale était Slatina/Szalatnya. Durant la période 1938 - 1945, le nom hongrois Szalatnya était d'usage. À la libération, la commune a été réintégrée dans la Tchécoslovaquie reconstituée.

## Démographie

### Évolution de la population
| Année:               | 1994. | 2004.    | 2014.   | 2024.   |
| -------------------- | ----- | -------- | ------- | ------- |
| Nombre de personnes: | 312   | 359      | 335     | 329     |
| Différence:          |       | +15,06 % | -6,68 % | -1,79 % |

| Année:               | 2023. | 2024.   |
| -------------------- | ----- | ------- |
| Nombre de personnes: | 324   | 329     |
| Différence:          |       | +1,54 % |